# Andrus Kivirähk

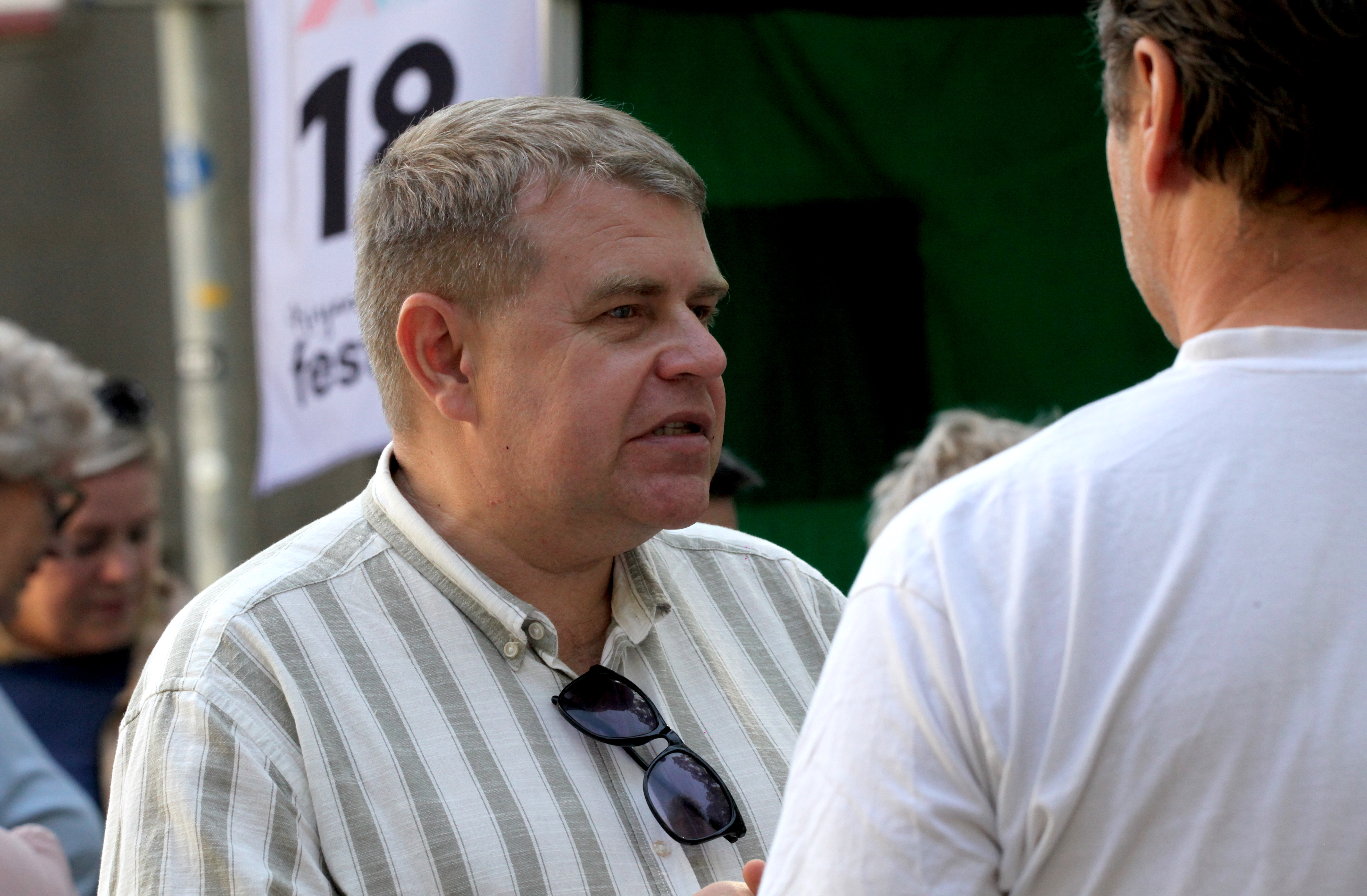
Andrus Kivirähk (2021)

Andrus Kivirähk (* 17. August 1970 in Tallinn) ist ein estnischer Schriftsteller.

## Leben und Wirken
Andrus Kivirähk stammt aus einer Theaterfamilie und studierte von 1988 bis 1993 Journalistik an der Universität Tartu.
Kivirähk gilt als einer der vielseitigsten, produktivsten und populärsten Gegenwartsautoren in Estland. Bereits als Jugendlicher debütierte er 1984 in der satirischen Zeitschrift Pikker und schreibt seit 1991 für die Tageszeitung Eesti Päevaleht. Er hat zahlreiche Veröffentlichungen als Roman-, Kinder-, Drehbuch- und Theaterautor wie auch als Kolumnist.
Als besonderes Markenzeichen werden ihm spritziger Humor mit grotesken und satirischen Zügen bis hin zum Absurden attestiert, womit er bisweilen eine „Dekonstruktion des nationalen Mythos“ erreicht. Ein Beispiel hierfür ist sein Debüt Ivan Orava mälestused ehk Minevik kui helesinised mäed (Die Erinnerungen des Ivan Orav), das zunächst in der Zeitung Eesti Päevaleht erschienen war und 1995 als Buch herauskam. Durch die Verwendung von Motiven aus der estnischen Folklore erhält Kivirähks Prosa zudem eine phantastische Dimension. Dies trifft besonders in seinen beiden Erfolgsromanen Rehepapp ehk November (Der Scheunenvogt) und Mees, kes teadis ussisõnu (dt. Der Mann, der mit Schlangen sprach, übers. von Cornelius Hasselblatt) zu.  Trotz seiner direkten Bezüge zur estnischen Geschichte ist der Erfolg des Autors nicht auf Estland beschränkt, wie die Übersetzungen seiner Romane ins Deutsche, Englische, Finnische, Französische, Lettische, Norwegische, Russische, Tschechische und Ungarische zeigen.
Andrus Kivirähk ist seit 1996 Mitglied des Estnischen Schriftstellerverbands. Er lebt in Tallinn und ist mit der Journalistin Ilona Martson verheiratet. Das Paar hat drei Töchter.

## Auszeichnungen
- 1994: Oskar-Luts-Preis für Humor
- 1996: Jahrespreis des estnischen Kulturkapitals
- 1998: Friedebert-Tuglas-Novellenpreis
- 2001: Jahrespreis des estnischen Kulturkapitals
- 2001: Virumaa-Literaturpreis
- 2003: Tammsaare-Roman-Preis
- 2003 Kreutzwald-Erinnerungsmedaille
- 2006: Nukits-Preis für das beste Kinderbuch in Estland
- 2007: Estnischer Staatspreis für Kultur
- 2008: Nukits-Preis für das beste Kinderbuch in Estland
- 2008: Jahrespreis des estnischen Kulturkapitals
- 2008: Virumaa-Literaturpreis
- 2008: Eduard-Vilde-Preis
- 2008: Stalker-Preis für estnische Science fiction
- 2010: Nukits-Preis für das beste Kinderbuch in Estland
- 2011: Janis Baltvilksi Preis für Kinderliteratur (Lettland)
- 2013: Janis Baltvilksi Preis für Kinderliteratur (Lettland)
- 2014: Jahrespreis des estnischen Kulturkapitals
- 2014: Grand Prix de l’Imaginaire für den besten ausländischen Roman mit L'homme qui savait la langue des serpents (Frankreich)
- 2016: Literaturpreis der Stadt Tartu für das Jugendbuch Oskar ja asjad
- 2019 Literaturpreis des Estnischen Kulturkapitals (Kinderliteratur)
- 2020: Nukits-Preis für das beste Kinderbuch in Estland

## Bibliografie

### Prosa

#### Romane
- Ivan Orava mälestused ehk Minevik kui helesinised mäed. 1995; erweiterte Ausgaben 2001, 2008 und 2013
- Õlle kõrvale. AS Vaho, 1996
- Kalevipoeg. (Siehe auch Friedrich Reinhold Kreutzwald: Kalevipoeg, Nationalepos Estlands.) Baltic News Service, 1997
- Pagari piparkook. Kupar, 1999
- Liblikas. Tuum, 1999 und 2007
- Rehepapp ehk November. Varrak, 2000
- Jutud. Eesti Keele Sihtasutus, 2005
- Mees, kes teadis ussisõnu. Eesti Keele Sihtasutus, 2007

Der Mann, der mit Schlangen sprach. Aus dem Estnischen von Cornelius Hasselblatt. Klett-Cotta, Stuttgart 2017. ISBN 978-3-608-98107-0
- Jumala lood. Eesti Päevaleht, 2009
- Maailma otsas. Pildikesi heade inimeste elust. Eesti Keele Sihtasutus, 2013
- Sinine sarvedega loom. Eesti Keele Sihtasutus, 2019

#### Feuilletons
- Rahva oma kaitse. Gemeinsam mit Mart Juur. Tänapäev, 2000
- Vargamäe vanad ja noored. 2003
- Vargamäe vanad ja noored lähevad Euroopasse. 2004
- Wremja. Timur ja tema meeskond. Gemeinsam mit Mart Juur. 2004
- Wremja. Zorro märk. Gemeinsam mit Mart Juur. 2004
- Vargamäe vanad ja noored tembutavad jälle. 2005

#### Kinder- und Jugendliteratur
- Kaelkirjak. Tiritamm, 1995; Verlag Tänapäev, 2000 und 2007
- Sirli, Siim ja saladused. Varrak, 1999 und 2002
- Lotte reis lõunamaale. Varrak, 2002
- Sibulad ja šokolaad. Gemeinsam mit Tõnu Oja. 2002
- Limpa ja mereröövlid. 2004
- Vaene üliõpilane. 2004
- Kaka ja kevad. 2009

De Schiet un dat Fröhjohr. Mit Illustrationen von Heiki Ernits. Übers. von Heiko Frese ins Niederdeutsche. Verlag Plaggenhauer, 2015 ISBN 978-3-937949-19-2.
Der Schiet und das Frühjahr. Mit Illustrationen von Meike Teichmann. Übers. von Cornelius Hasselblatt. Willegoos, Potsdam 2015. ISBN 978-3-944445-08-3.
- Konna musi. Mit Bildern von Anne Pikkov. Varrak, 2013

Frösche küssen. Illustriert von Anne Pikkov. Übersetzung aus dem Estnischen: Cornelius Hasselblatt. Potsdam: Willegoos 2015.
- Suur Tõll. Mit Bildern von Jüri Arrak. Varrak, 2014
- Karneval ja kartulisalat. Illustrationen Heiki Ernits. Varrak, 2015
- Oskar ja asjad. Mit Bildern von Anne Pikkov. Film Distribution OÜ, 2015
- Tilda ja tolmuingel. Illustreerinud Takinada. s. l.: FD Distribution OÜ, 2018
- Tont ja facebook. Illustreerinud Heiki Ernits. Varrak, 2019

##### Drehbücher
- Leiutajateküla Lotte. (dt. Lotte im Dorf der Erfinder) Zeichentrickfilm, 2006
- Lotte ja kuukivi saladus (dt. Lotte und das Geheimnis der Mondsteine) Animationsfilm, 2011

### Schauspiele
- Vanamehed seitsmendalt. Jalutuskäik vikerkaarel. Perioodika, Loomingu Raamatukogu 16/1997
- Papagoide päevad. Eesti Keele Sihtasutus, 2003
- Romeo ja Julia. Eesti Keele Sihtasutus, 2003
- Adolf Rühka lühikene elu. Eesti Draamateater, 2005
- Aabitsa kukk. Eesti Keele Sihtasutus, 2006
- Sürrealistid.  Eesti Draamateater, 2007
- Voldemar.  Eesti Draamateater, 2007
- Vombat.  Eesti Keele Sihtasutus, 2011
- Lood.  Eesti Keele Sihtasutus, 2012
- Kevadine Luts. Loomingu Raamatukogu, 2012

## Einzelbelege
1. ↑  Cornelius Hasselblatt: Geschichte der estnischen Literatur. Von den Anfängen bis zur Gegenwart. Berlin, New York: Walter de Gruyter 2006, S. 761.
2. ↑  Rezension: Mari Enqvist: Eine satirische Geschichte Estlands, in: Estonia 1/1996, S. 51–52.
3. ↑  Vgl. Estonian Literary Magazine 14(2002), 22–31.